# Hiob (Rapper)
Hiob (* 19. Juni 1981 in Berlin-Prenzlauer Berg als Julius Endler) ist ein deutscher Rapper, der bereits seit Mitte der 1990er-Jahre aktiv ist und derzeit beim Berliner Independent-Label Spoken View unter Vertrag steht. Bis zum Jahr 2008 nannte er sich V-Mann, zudem ist er als Beat-Producer unter dem Pseudonym Hieronymuz bekannt.

## Leben
Julius Endler ist der Sohn des Schriftstellers Adolf Endler und Halbbruder des Musikers und Autors Konrad Endler.
Als 13-Jähriger nahm Hiob 1994 am Streetworking-Projekt „HipHop-Mobil“ teil, nachdem er zuvor vor allem Gabber und Jump Up gehört hatte. Hier verfasste er seine ersten eigenen Texte mit Unterstützung des Berliner Rappers Rebel One. Er kam mit der Graffiti-Szene in Kontakt und begann irgendwann eigene Mixtapes an Freunde zu verteilen. Ab 1998 nahm er als „V-Mann“ die ersten Songs auf und begann zeitgleich damit eigene Instrumentals zu produzieren. Zusammen mit Marcello, Sir Serch und DJ V-Raeter gründete er im Jahr darauf das Tape-Label Funkviertel, über das auch sein erstes Demotape Pizza und Pornos veröffentlicht wurde. Über Funkviertel erschien 2001 auch das Ill-Scripts-Tape mit Sir Serch, danach folgten Beiträge auf diversen Mixtapes, Compilations etc. 2004 wurde dann Fragmente veröffentlicht, die überarbeitete Version erschien 2006 als CD über HipHopVinyl und wurde im Dezember 2012 auf dem Berliner Label Spoken View auf Vinyl herausgebracht. Neben der engen Zusammenarbeit mit Morlockk Dilemma folgte 2011 sein zweites Solo-Album Drama Konkret, das auch als Doppel-LP erschienen ist. Hiob wurde vom bayerischen Radiosender On3 in der Plattenkritik zu seinem Album Drama Konkret als „einer der besten Rapper Deutschlands“ bezeichnet. 2013 war er gemeinsam mit Morlockk Dilemma, Audio88 & Yassin und dem DJ-Duo Ecke Prenz in der Live-Formation Die Bestesten unterwegs. 2014 gründete er gemeinsam mit Morlockk Dilemma das Plattenlabel Mofo Airlines, auf dem im November 2018 auch das letzte Solo-Album „Abgesänge“ erschienen ist.
Beeinflusst wird Hiob aus seiner Sicht vor allem von Big L, Wu-Tang Clan, DJ Premier und den Tony-Touch-Produktionen der 1990er Jahre. Ebenso wie die Rap-Musik aus New York basieren auch Hiobs Produktionen auf Samples. Er bedient sich vor allem bei seltener Produktionsmusik sowie Soul und Funk.

## Veröffentlichungen

### Alben
als V-Mann
- 2004: Fragmente (2006 wiederveröffentlicht als Fragmente Deluxe)
- 2007: Hang zur Dramatik (mit Morlockk Dilemma)

als Hiob
- 2009: Apokalypse Jetzt (mit Morlockk Dilemma als Hiob & Dilemma)
- 2011: Drama Konkret
- 2012: Drama Konkret – Karaoke Version
- 2012: Fragmente – Vinyl Version
- 2014: Kapitalismus Jetzt (mit Morlockk Dilemma als Hiob & Dilemma)
- 2015: Kannibalismus Jetzt (mit Morlockk Dilemma als Hiob & Dilemma)
- 2016: Die Zampanos (mit Pierre Sonality)
- 2018: Abgesänge

### Mixtapes
als V-Mann
- 1999: Pizza und Pornos
- 2000: Pizza und Pornos 2
- 2001: Dirty Versions (mit Sir Serch als Ill Scripts)

als Hieronymuz
- 2008: Der leuchtende Pfad

### EPs und Singles
- 2010: Postapokalypse Jetzt (mit Morlockk Dilemma als Hiob & Dilemma)
- 2012: Letzte Nacht (Dexter Remix)
- 2012: Ein Job für die Bestesten (mit Audio88, Morlockk Dilemma und Yassin als die Bestesten)
- 2013: Gestern/Schwarz (mit Lunte von Sichtbeton)
- 2014: Käfig
- 2014: Pfeifenträume (mit Furious)
- 2018: An der Sonne
- 2020: Die Sache

### Sonstiges
- 2007: Splitter 1-4
- 2008: Splitter 5-6
- 2011: Splitter 7-8